# La Salle (Vosges)
La Salle is een gemeente in het Franse departement Vosges in de regio Grand Est. De plaats maakt deel uit van het  arrondissement Saint-Dié-des-Vosges en sinds 22 maart 2015 van het kanton Saint-Dié-des-Vosges-1. Daarvoor viel de gemeente onder het op die dag opgeheven kanton Saint-Dié-des-Vosges-Ouest.

## Geografie
De oppervlakte van La Salle bedraagt 4,7 km², de bevolkingsdichtheid is 78,9 inwoners per km².
De onderstaande kaart toont de ligging van La Salle (Vosges) met de belangrijkste infrastructuur en aangrenzende gemeenten.

## Demografie
Onderstaande figuur toont het verloop van het inwonertal (bron: INSEE-tellingen).